# Échecs courier
 (février 2022).
Motif : plan à revoir, traduction et rédaction à revoir, sourçage à revoir, ...
 (février 2022).
La mise en forme du texte ne suit pas les recommandations de Wikipédia : il faut le « wikifier ».
Les points d'amélioration suivants sont les cas les plus fréquents. Le détail des points à revoir est peut-être précisé sur la page de discussion.
- Les titres sont pré-formatés par le logiciel. Ils ne sont ni en capitales, ni en gras.
- Le texte ne doit pas être écrit en capitales (les noms de famille non plus), ni en gras, ni en italique, ni en « petit »…
- Le gras n'est utilisé que pour surligner le titre de l'article dans l'introduction, une seule fois.
- L'italique est rarement utilisé : mots en langue étrangère, titres d'œuvres, noms de bateaux, etc.
- Les citations ne sont pas en italique mais en corps de texte normal. Elles sont entourées par des guillemets français : « et ».
- Les listes à puces sont à éviter, des paragraphes rédigés étant largement préférés. Les tableaux sont à réserver à la présentation de données structurées (résultats, etc.).
- Les appels de note de bas de page (petits chiffres en exposant, introduits par l'outil «  Source ») sont à placer entre la fin de phrase et le point final[comme ça].
- Les liens internes (vers d'autres articles de Wikipédia) sont à choisir avec parcimonie. Créez des liens vers des articles approfondissant le sujet. Les termes génériques sans rapport avec le sujet sont à éviter, ainsi que les répétitions de liens vers un même terme.
- Les liens externes sont à placer uniquement dans une section « Liens externes », à la fin de l'article. Ces liens sont à choisir avec parcimonie suivant les règles définies. Si un lien sert de source à l'article, son insertion dans le texte est à faire par les notes de bas de page.
- La présentation des références doit suivre les conventions bibliographiques. Il est recommandé d'utiliser les modèles {{Ouvrage}}, {{Chapitre}}, {{Article}}, {{Lien web}} et/ou {{Bibliographie}}. Le mode d'édition visuel peut mettre en forme automatiquement les références.
- Insérer une infobox (cadre d'informations à droite) n'est pas obligatoire pour parachever la mise en page.

Pour une aide détaillée, merci de consulter Aide:Wikification.
Si vous pensez que ces points ont été résolus, vous pouvez retirer ce bandeau et améliorer la mise en forme d'un autre article.
Les échecs courier (courier chess en anglais) sont une variante d'échecs qui date du XIIe siècle et qui a été populaire pendant au moins 600 ans. Cela fait partie de la lente évolution des échecs médiévaux vers les échecs modernes.

## Histoire

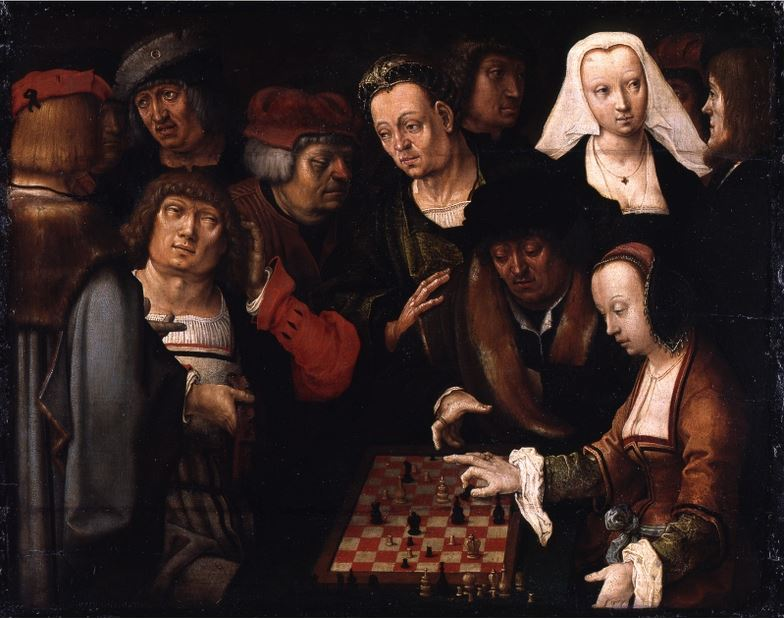
Les Joueurs d'échecs, tableau peint par Lucas van Leyden

Wirnt von Gravenberg, écrivant au début du XIIIe siècle, mentionna le jeu du coursier dans son poème Wigalois et s'attendait à ce que ses lecteurs sachent de quoi il parlait. Heinrich von Beringen, environ cent ans plus tard, a mentionné l'introduction des coursiers comme une amélioration des échecs. Kunrat von Ammenhausen, toujours dans la première moitié du XIVe siècle, raconta qu'il avait vu une fois à Constance une partie avec seize pions de plus qu'au échecs classiques: chaque joueur ayant un bouffon, deux coursiers, un sage et quatre pions supplémentaires. Il a ajouté qu'il n'avait jamais vu le jeu ailleurs, en Provence, en France ou dans le canton des Grisons.
Peu de temps après 1475, quelqu'un a mis le coursier sur l'échiquier standard à la place de l'ancien alfil et a donné à la reine les pouvoirs combinés du coursier et de la tour. Ce jeu était tellement plus excitant que les échecs médiévaux qu'il a rapidement chassé l'ancien jeu du marché. D'autres améliorations ont été expérimentées. L'un était un double premier pas optionnel pour les pions. Cela a d'abord été limité aux pions du roi, de la reine et des tours, puis progressivement étendu aux autres.

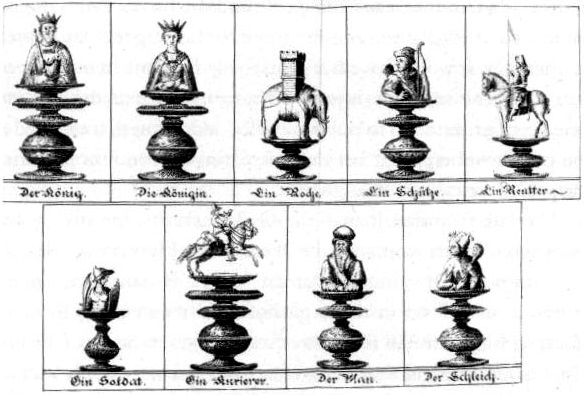
Illustration des pièces d'échecs Coursier de Gustavus Selenus du livre Das Schach-oder Königs-Spiel (1616). Sont représentés le roi, la reine, la tour, l'archer (ou le fou), le cavalier, le pion (ou le soldat), le coursier, le mann (ou le sage) et le schleich.

Au début du XVIe siècle, Lucas van Leyden, aux Pays-Bas, a peint un tableau intitulé Les Joueurs d'échecs sur lequel on peut voir une femme en train de gagner face à un homme. Gustavus Selenus (Augustus, duc de Brunswick-Lüneburg) dans son livre de 1616 Das Schachoder Königs-Spiel, mentionne le Courier Game comme l'une des trois formes d'échecs jouées dans le village de Ströbeck près de Halberstadt en Sachsen-Anhalt, en Allemagne. Il l'a décrit en détail et a donné des dessins des pièces. Les noms qu'il donne aux pièces ne correspondent pas toujours aux personnages des dessins: la pièce dite du schleich est représentée en bouffon de cour. 
En 1651, Frédéric-Guillaume Ier de Brandebourg donna à Ströbeck un plateau de jeu avec les échecs d'un côté et le jeu de coursier de l'autre, et un ensemble de pièces d'argent. Ces pièces ont été prêtées au XVIIIe siècle et ne sont jamais restituées, mais il existe un ensemble de pièces en bois. En 1821, H.G. Albers rapporta que  les échecs médiévaux étaient encore joués à Ströbeck  mais quelques années plus tard, le jeu était abandonné. En 1883, le club d'échecs local le relança. . Des ensembles de jeu basés sur la peinture de Lucas van Leyden sont disponibles dans le commerce.

## Règles médiévales
Une partie d'échecs "courier" se joue sur un échiquier comptant 8 lignes et 12 colonnes. Des preuves littéraires et artistiques indiquent que le plateau était toujours à carreaux, mais qu'il n'y avait ni cases claires ni cases sombres. Le modèle le plus fréquent est que le carré dans le coin inférieur droit était clair, tout comme aux échecs modernes.
L'objectif gagnant est le même qu'aux échecs d'aujourd'hui: faire échec et mat au roi de l'adversaire. La règle du pat est inconnue; le sujet n'a pas été réglé en Allemagne à la fin du XIXe siècle.
- Les rois commencent sur des cases de leur propre couleur, en f1 et f8. Tout comme aux échecs occidentaux, le roi peut se déplacer vers n'importe quelle case adjacente et un joueur ne peut pas terminer son tour en échec. Il n'y a pas de roque.
- À côté du roi, en e1 et e8, se tient le sage ou mann, qui se déplace d'une case dans n'importe quelle direction, comme le roi, mais peut être mis en danger ou capturé comme une pièce normale[8].
- Sur l'autre colonne centrale, en g1 et g8, se trouve le ferz, ou dame, qui se déplace d'une case en diagonale
- De l'autre côté de la reine, en h1 et h8, se dresse une pièce connue sous le nom de schleich (ou imbécile, voleur, bouffon, contrebandier ou espion) se déplaçant d'une case orthogonalement: le mouvement du wazir.
- En d1, i1, d8 et i8 se trouve la pièce qui a donné son nom au jeu: le läufer, ou coursier, ou coureur. Il se déplace comme le fou aux échecs modernes, de n'importe quel nombre de cases en diagonale.
- Ensuite, en c1, j1, c8 et j8, se tient le fou ou l'archer. Il se déplace comme l'alfil, deux cases en diagonale, en sautant la première case.
- En b1, k1, b8 et k8 se trouve le cavalier, qui se déplace exactement comme le cavalier d'échecs moderne: une case orthogonale, suivie d'une case en diagonale, en sautant les cases.
- Dans les coins, en a1, l1, a8 et l8 se trouvent les tours[11], qui se déplacent de la même manière que son homologue d'échecs moderne : de n'importe quel nombre de cases orthogonalement.

- Le deuxième rang de chaque joueur est rempli de pions qui, comme les pions d'échecs modernes, avancent d'une case et capturent une case en diagonale vers l'avant. Contrairement aux échecs modernes, les pions ne peuvent pas avancer deux fois lors de leur premier coup, donc la règle de la prise en passant ne s'applique pas. La règle de promotion des pions est qu'un pion atteignant le rang le plus éloigné est promu au rang de reine (ferz)[12].

L'ancienne règle pour les premiers coups est qu'au début de la partie, chaque joueur doit déplacer ses pions a et l, son pion g et sa reine de deux cases vers l'avant. Un tel saut de deux cases le long d'un fichier s'appelait un saut de joie et n'était pas disponible après les mouvements de départ.

## Règles modernes
Albers a tenté de populariser le jeu en Allemagne en 1821 avec des règles mises à jour. La configuration de départ est la même que pour les échecs courier médiévaux. Le roi, la reine, le coursier, le cavalier et la tour ont leurs pouvoirs modernes. Le fou (ou l'archer) peut se déplacer d'une case en diagonale, ou sauter en diagonale vers la deuxième case. Le schleich, se tenant à côté de la reine, se déplace d'une case dans n'importe quelle direction. Le sage, debout à côté du roi, combine les pouvoirs du fou et du cavalier. Le pion se déplace comme le pion moderne, sauf qu'après avoir atteint le rang le plus éloigné, il doit y rester pendant deux coups avant d'entreprendre sa nouvelle carrière en tant que pièce. Le roque est autorisé, si toutes les cases entre le roi et la tour sont vacantes, le roi n'est pas en échec, la tour n'est pas prise, n'a pas bougé et aucune case entre elles n'est attaquée. Le roi se déplace vers la place du fou et la tour saute par-dessus lui vers la place du coursier, dans les deux ailes. La règle du pat n'a pas été conservée; le sujet n'a pas été réglé en Allemagne jusqu'au XIXe siècle.
Les tentatives ultérieures de modernisation des échecs courier incluent Modern Courier Chess (Paul Byway, à partir de 1971). Une tentative a récemment été faite pour rendre ce jeu entièrement compatible avec les conventions modernes de la FIDE: Reformed Courier-Spiel (Clément Begnis, 2011).

## Voir également
- Variantes du  jeu d'échecs